# Déli-georgiai nyílfarkúréce

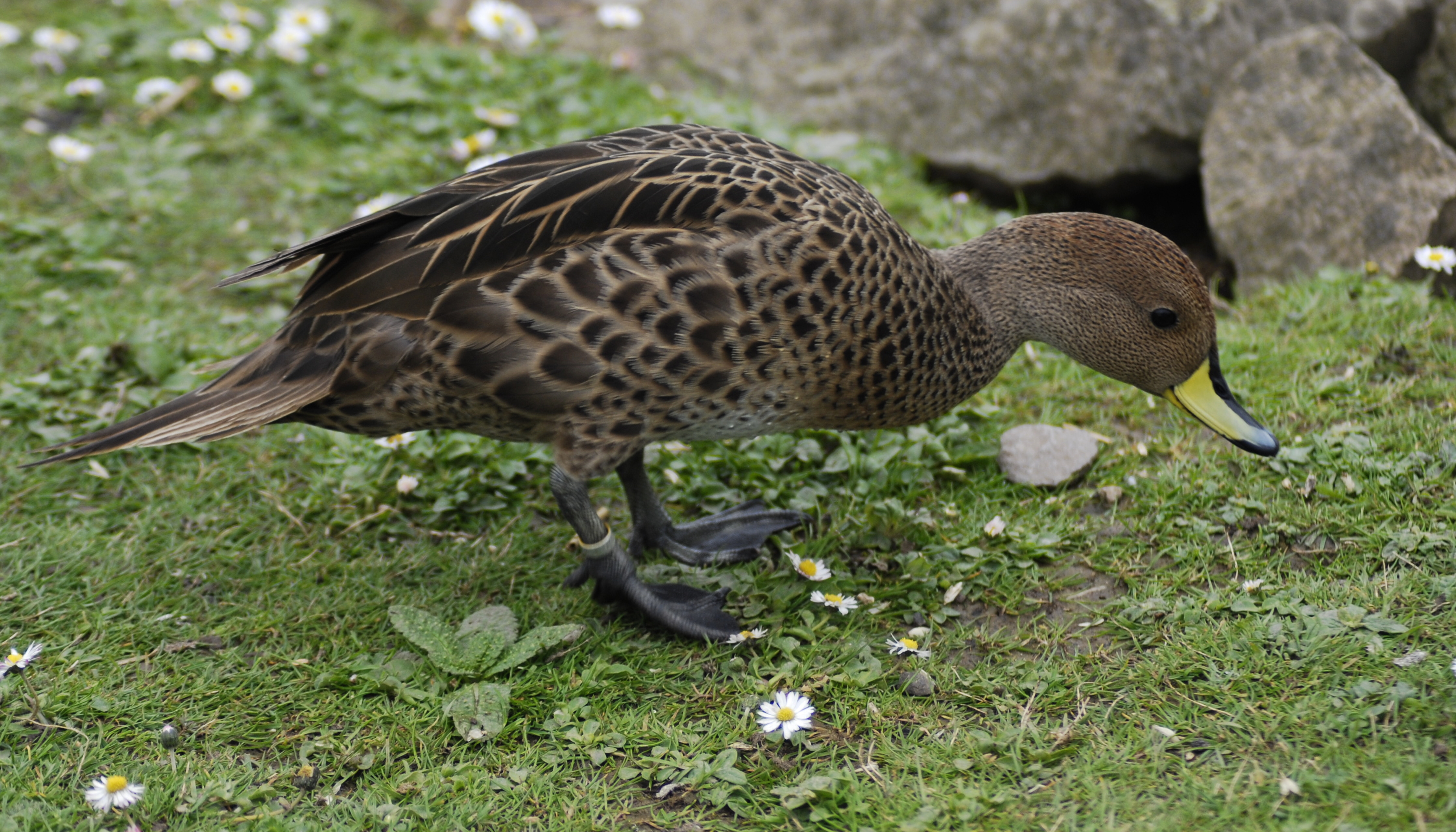
Az alapfaj Déli-Georga szigetén

A magyar név forrással nincs megerősítve.
A déli-georgiai nyílfarkúréce (Anas georgica) a madarak osztályának lúdalakúak (Anseriformes) rendjébe és a récefélék (Anatidae) családjába, a réceformák (Anatinae) alcsaládjába, azon belül az úszórécék (Anatini) nemzetségébe tartozó faj.
A dél-amerikai csörgő réce (Anas flavirostris) közeli rokona faja, egyes szerzők össze is vonják a két fajt. A köztük levő fő különbségek, hogy a dél-georgiai nyílfarkú réce csőrén más a fekete mintázat, teste nagyobb és erőteljesebb és nem verődik sosem olyan nagy csapatokba, mint a sárgacsőrű réce.

## Előfordulása
Argentína, Bolívia, Brazília, Chile, Kolumbia, Ecuador, Falkland-szigetek, Paraguay, Peru, a Déli-Georgia és Déli-Sandwich-szigetek és Uruguay területén honos.

## Alfajai
A fajnak három, egymástól területileg jól elkülönülő alfaja van. 
- Dél-georgiai nyílfarkúréce - (Anas georgica georgica), csak Déli-Georga szigetén él. Mintegy 1000-1500 pár élhet belőle a szigeten.
- Chilei nyílfarkúréce - (Anas georgica spinicauda). A leggyakoribb alfaj, Dél-Amerika számos országában előfordul.
- Niceforo-nyílfarkúréce - (Anas georgica niceforoi). 1940-ben fedezték fel Kolumbia egy elszigetelt magashegységi részén. Az utolsó egyedet 1952-ben látták, mára nagy valószínűséggel kihalt.